# طانسية بوبوفية
طانسية بوبوفية (الاسم العلمي:Tanacetopsis popovii) هي نوع من النباتات تتبع جنس الطانسية من الفصيلة النجمية.